# Lemoore
Lemoore, fundada en 1900, es una ciudad ubicada en el condado de Kings en el estado estadounidense de California. En el año 2010 tenía una población de 25,461 habitantes y una densidad poblacional de 900.1 personas por km².

## Geografía
Lemoore se encuentra ubicada en las coordenadas 36°18′03″N 119°46′58″O / 36.30083, -119.78278. Según la Oficina del Censo, la ciudad tiene un área total de 21,9 km² (8,5 mi²), de la cual 21,9 km² (8,5 mi²) es tierra y 0 km² (0 mi²) (0%) es agua.

## Demografía
Según la Oficina del Censo en 2000 los ingresos medios por hogar en la localidad eran de $40,314, y los ingresos medios por familia eran $44,006. Los hombres tenían unos ingresos medios de $34,726 frente a los $25,759 para las mujeres. La renta per cápita para la localidad era de $15,876. Alrededor del 13.4% de la población estaban por debajo del umbral de pobreza.